# 短筒穗花报春
短筒穗花报春（学名：Primula concholoba）为报春花科报春花属下的一个种。产于中国西藏，多年生草本，具极短的根状茎和少数粗长侧根。

## 扩展阅读
- 維基物種上的相關：短筒穗花报春